# Danijel Žibret
Danijel Žibret, slovenski policist, pravnik in veteran vojne za Slovenijo, * 8. september 1967, Trbovlje.
Žibret je bil direktor Uprave uniformirane policije Generalne policijske uprave Slovenije od 1. februarja 2006. Od 2013 je direktor Policijske akademije in predavatelj na Višji policijski šoli.